# Anne-Marie Jolly-Desodt
Anne-Marie Jolly-Desodt, née le 8 août 1952, est une ingénieur et universitaire française. 

## Biographie
Elle est directrice adjointe de l'Ensait de 2001 à 2005 et directrice de l'École polytechnique de l'université d'Orléans de 2008 à 2012.
Anne-Marie Jolly-Desodt milite pour la promotion des femmes ingénieurs et scientifiques dans le monde du travail, notamment au sein de l'association Femmes Ingénieurs.
Elle est vice-présidente de la Commission des titres d'ingénieur depuis juillet 2014

## Distinctions
- Prix Irène-Joliot-Curie pour l'incitation des filles aux métiers scientifiques (2004)
- Chevalier de la Légion d'honneur pour cette même raison[3] (2008)